# Cheilosia ingrica
Cheilosia ingrica är en tvåvingeart som beskrevs av Stackelberg 1958. Cheilosia ingrica ingår i släktet örtblomflugor, och familjen blomflugor. Inga underarter finns listade i Catalogue of Life.